# Иордан, Сильвестр
Франц Сильвестр Иордан (нем. Sylvester Jordan; 30 декабря 1792, близ Аксамс, Австрийская империя — 15 апреля 1861, Кассель) — немецкий юрист, политический деятель, педагог, профессор Марбургского университета. Член Франкфуртского национального собрания (18 июля 1848 — 20 мая 1849 г.).

## Биография
Учился в мюнхенской гимназии Вильгельма. Изучал право и камералистику в университетах Вены и Ландсхута. В 1821 году стал профессором конституционного права в Марбургском университете.
В 1830 году коллектив университета избрал его своим представителем в собрание кургессенских чинов. Здесь он принимал большое участие в выработке конституции 1831 года и навлёк на себя неудовольствие правительства. Когда, после роспуска ландтага, университет вновь выбрал его своим представителем, министерство не дало ему отпуска; решение ландтага, что ничто не может воспрепятствовать прибытию С. Иордана на собрание, послужило поводом к новому его роспуску (1833). В 1839 году С. Иордан был уволен с должности профессора и заключён в тюрьму по обвинению в принадлежности к революционным сообществам 1832 и 1833 годов и участию в попытке революционного переворота во Франкфурте. Процесс С. Иордана, ставший знаменитым по своей медлительности, в 1843 г. закончился в первой инстанции, присуждением его к 5-летнему заключению в крепости за «невоспрепятствование заговору». В мае 1845 г. он был выпущен на поруки, а в октябре того же года в высшей инстанции оправдан. В 1848 году участвовал во Франкфурте в предварительном парламенте, и в качестве уполномоченного Кургессена заседал в союзном сейме.

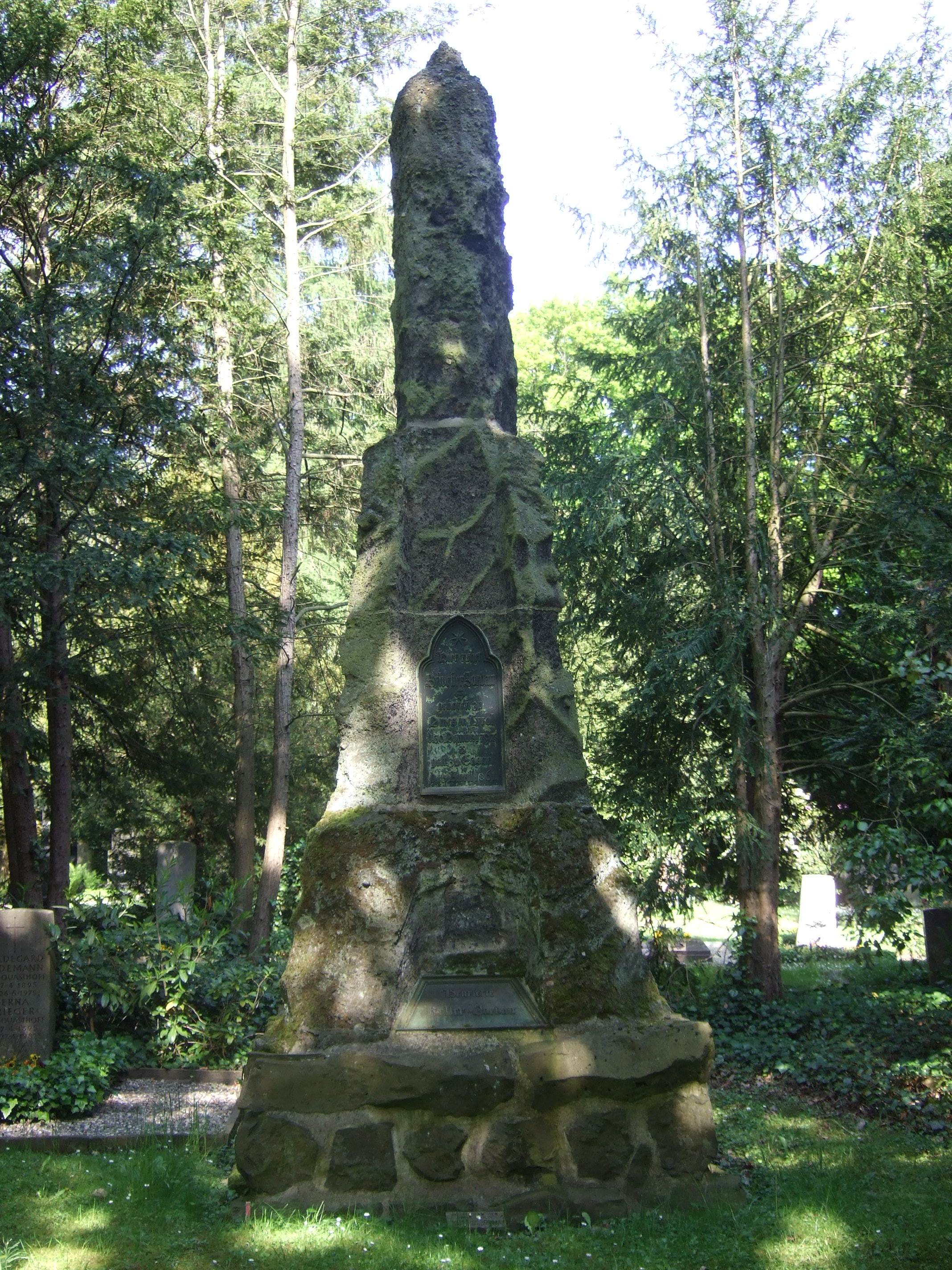
Могила С. Иордана на главном кладбище Касселя

Во франкфуртском парламенте он также участвовал, причем ратовал за примирение и умеренность.

## Избранные публикации
- «Versuche über allgemeines Staatsrecht» (Марб., 1828);
- «Lehlbuch des allgemeinen und deutschen Staatsrecht» (ч. I, Кассель, 1831);
- «Selbstverteidigung» (Мант., 1844).